# Anime

Stil de desen utilizat în anime

Anime (din cuvântul japonez アニメ anime, la rândul lui o abreviere a cuvântului englez animation, însemnând animație, pluralul corect fiind animeuri ) reprezintă orice film de animație produsă în Japonia sau originară din aceasta. La originea acestui gen stau benzile desenate japoneze, numite manga.
Cu toate că anime-ul  considerat eronat un "gen" (precum comedia, drama, etc.), în realitate este o formă de artă care include toate genurile întâlnite în literatură și cinema. În Japonia, filmele de animație sunt foarte îndrăgite, semnificativ fiind faptul că în anul 2001 filmul-anime Spirited Away (Sen to Chihiro no Kamikakushi) a întrecut filmul Titanic.
Inițial, anime-urile erau desenate manual, însă în ultimii ani tehnicile asistate de calculator, practic, s-au generalizat. Tehnicile anime sunt utilizate în seriale televizate, producții cinematografice și video, jocuri pentru computer, publicitate etc. În ce privește conținutul, formatul anime este utilizat în toate genurile ficționale. Chiar și obiectele fără viață se pot încadra într-un peisaj anime + animalele.

## Istorie

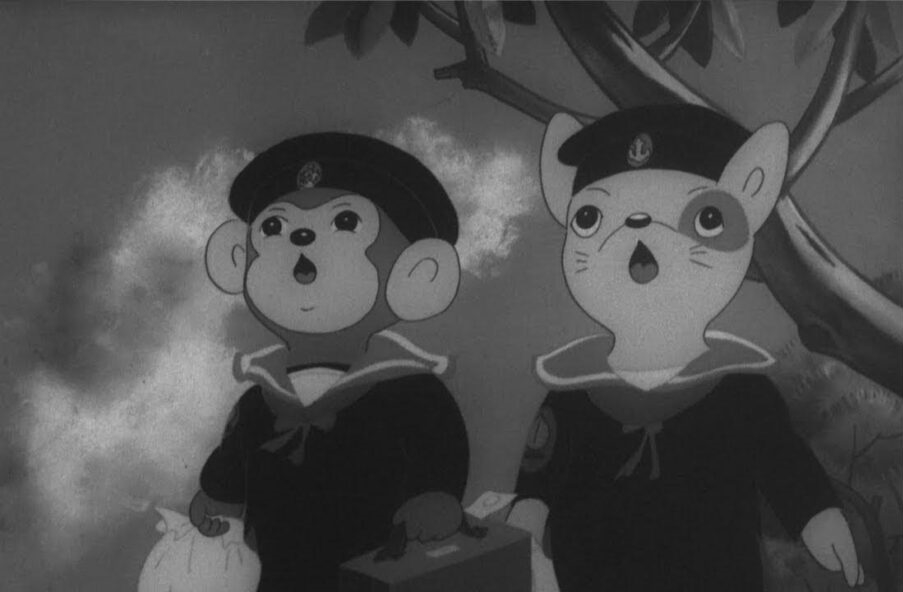
Captură a primului film anime Momotaro's Divine Sea Warriors(1944)

Începutul secolului al XX-lea a marcat dezvoltarea proiectelor anime, odată cu experimentarea japoneză a tehnicilor animate explorate în Franța, Germania, Statele Unite ale Americii și Rusia.
Ecranizarea celui mai vechi anime, “Namakura-gatana” (“An Obtuse Sword”), a avut loc în 1917; filmul cu durata de două minute prezintă un samurai, care a fost păcălit să cumpere o sabie ruginită. Acesta încearcă să atace trecătorii, pentru a examina capacitățile sabiei, însă oamenii săraci s-au luptat cu el și l-au doborât.
Anul 1930 devine anul când animația devine alternativa narării comparate cu industria subdezvoltată a actoriei (live-action). Spre deosebire de America, industria live-action rămâne în Japonia o piață mică, suferind de bugetări și restricții ale locațiilor și castingurilor. Lipsa actorilor vestici, de exemplu, a făcut aproape imposibile realizarea filmelor a căror acțiune se desfășoară în Europa, America sau lumi fantastice care nu implică Japonia. Animația le permitea artiștilor să creeze orice personaje și locații.
Succesul filmului Albă-ca-Zăpada și Cei Șapte Pitici al lui Disney din 1937 influențează animatorii japonezi. Osamu Tezuka adaptase și simplificase numeroase tehnici de animație Disney pentru a reduce costurile și numărul cadrelor în producție. Această metodă a fost percepută ca o tehnică temporară care să îi permită producția într-un program fix cu personal neexperimentat.
În timpul anilor '70, are loc o creștere a popularității seriilor manga, care ulterior au fost animate, în special cele create de Osamu Tezuka, care a fost numit o „legendă” și „zeul manga”. Munca sa și a altor pionieri în domeniu au inspirat caracteristici și genuri care sunt elementele fundamentale ale animeului de astăzi. Genul robotic (cunoscut ca „Mecha” în afara Japoniei), de exemplu, luase formă prin Tezuka, se dezvoltase în genul Super Robotului prin Go Nagai și alții, și a fost revoluționat la sfârșitul deceniului de Yoshiyuki Tomino, care dezvoltaze genul Robotului Adevărat. Anime-urile cu roboți precum seriile Gundam și Macross au devenit clasice în anii '80, stilul robotic fiind cel mai comun în Japonia și restul teritoriilor. Perioada aceasta devine mai acceptată în mainstreamul japonez (deși mai puțin ca seriile manga) și cunoaște o expansiune în producție. Seriile anime cunosc expansiunea în magazinele de peste mări în anii '90 și chiar mai mult după anul 2000.

## Terminologie
În limba japoneză, termenul animație este scris în katakana ca アニメーション (animēshon). Termenul abreviat, anime (アニメ), este inițiat în anii '70. Ambele forme sunt valide, însă forma mai scurtă este cea mai utilizată. 
Pronunția japoneză a anime diferă semnificativ de engleza standard, care are diferite vocale și accente (în japoneză fiecare timp are același accent). Ca puținii termeni japonezi cum ar fi saké, Pokémon, și Kobo Abé, anime este câteodată rostit animé ca în franceză cu accent ascutit pe ultimul e, pentru a releva cititorului că acea literă se pronunță. Totuși, accentul nu apare în nici o utilizare a japonezei romanizate.

### Utilizarea termenului
În Japonia, termenul nu specifică originea națională a animației; totuși, este folosit ca o familie de cuvinte pentru toate formele de animație din întreaga lume. În engleză, sursele din dicționare definesc anime ca „stil de animație japoneză a unei imagini în mișcare”. Lucrările non-japoneze care împrumută stilizarea de la anime face referire la „animația influențată de anime”, dar nu este neobișnuit pentru un privitor care nu știe țara de origine a unui asemenea material să îl numească simplu "anime". Unele lucrări sunt co-producții cu companii non-japoneze, cum ar fi seriile IGPX sau Ōban Star-Racers ale Cartoon Network și Production I.G, care s-ar putea sau nu să fie considerate anime de diferiții spectatori.

### Sinonime
Anime este corelat cu japonimație, dar acest termen nu mai este utilizat. Japonimația a fost foarte utilizat în timpul anilor '70 și '80, dar a fost înlocuit de anime în mijlocul anilor '90 pe măsură ce materialul a devenit și mai cunoscut în țările vorbitoare de engleză. În general, termenul apare acum doar în contexte nostalgice. Deși termenul a fost corelat în afara Japoniei cu orice animație importată din aceasta, este utilizat acum în Japonia, pentru a face referire la animația domestică. Cum anime nu identifică țara originară în utilizarea japoneză, Japanimația este utilizat pentru a distinge lucrările japoneze de celelalte ale lumii.
În Japonia, manga poate să se refere și la animație și benzi desenate (deși utilizarea manga pentru a se referi la animație este de multe ori restricționată non-fanilor). Printre vorbitorii de engleză, manga se află sub strictul sens de bandă desenată japoneză. O altă explicație ar fi datorată de distribuitorul de anime al magazinelor din Marea Britanie și S.U.A, Manga Entertainment: firma începuse folosirea termenului în Marea Britanie, lucru comun în afara Japoniei. Termenul "animanga" a fost utilizat pentru a se referi la anime și manga deopotrivă.

## Caracteristici vizuale
Ca mediu vizual, anime-ul tinde spre stilurile vizuale ce pot varia de la artist la artist sau studio la studio. Unele titluri pot avea stilizări comune: de exemplu, FLCL, este cunoscut pentru stilizarea sa exagerată. În constrast, titluri precum Only Yesterday sau Jin-Roh au aspect mai realist, având puține exagerări stilistice.
În timp ce diferitele titluri și artiști au propriul lor stil, multe elemente stilistice au devenit atât de comune, încât sunt descrise ca fiind un constituent al anime-ului în general. Totuși, asta nu înseamnă că toate animeurile moderne trebuie să aibă un stil artistic comun și strict. În general, cea mai comună formă de desenare a animeurilor este cea unde personajele au „trăsături fizice exagerate cum ar fi ochi mari, păr mare, membre lungi și bule de dialog cu forme dramatizate, replici rapide și onomatopeice, tipografie exclamatorie”.

Încă un element stilistic este cel al liniilor. În anime liniile sunt de obicei influențate de aspectul stilistic al lucrului cu pensula, decât cu un stilou caligrafic. Acest lucru poate fi datorat faptului că japoneza a fost scrisă în mod tradițional cu pensula, având influență asupra artei japoneze, prin aceasta liniile pot fi diferențiate de arta vestică. Cele vestice au fost făcute cu un stilou. Influențele acestor lucruri pot fi observate în abundența grosimii liniilor.
Anime tinde de asemenea să împrumute multe elemente din manga, inclusiv text în fundal și panouri. De exemplu, un opening poate folosi panouri manga pentru a spune povestea sau pentru a dramatiza un lucru pentru un efect comic, lucru întâlnit în animeul Kare Kano.

### Designul personajelor
Proporțiile corpului în anime provin de la cele ale corpului uman. Înălțimea capului este considerată baza proporției. Acestea pot varia, cât timp restul corpului rămâne proporțional. Cele mai multe personaje au o înălțime de 7-8 capete, în timp ce înălțimile extreme sunt situate în jurul a 9 capete.
Variațiile proporției pot fi moderate. Caracteristicile personajelor chibi sau super deformate prezintă un corp mic, disproporționat, comparativ cu capul. Câteodată anumite părți ale corpului, cum ar fi picioarele, sunt alungite sau scurtate. Cele mai multe chibi au o înălțime de 2 până la 4 capete. Unele lucrări anime cum ar fi Crayon Shin-chan ignoră aceste proporții. Este destul că indică un desen vestic. Exagerările sunt evidențiate de creșterea proporțiilor unor părți ale corpului.
Stilul de desenare al personajelor cu ochi mari este comun în anime și manga. Osamu Tezuka a fost inspirat de trăsăturile exagerate ale personajelor de desene animate americane precum Betty Boop, Mickey Mouse, și Bambi al Disney. Tezuka aflase că ochii mari permit presonajelor să arate emoții distincte. Când Tezuka a început să deseneze Ribbon no Kishi, prima serie manga pentru fetițe, acesta a exagerat mărimea ochilor în continuare. Într-adevăr, prin Ribbon no Kishi, Tezuka a inițiat un format stilistic care va fi urmat mai târziu de artiștii shōjo.

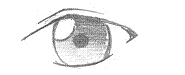
Desen al unui ochi în anime

Culoarea este dată ochilor, particular corneei și puțin fundal. Acesta din urmă este obținut prin aplicarea unor umbre variabile ale culorilor. În general, un amestec de umbră ușoară, ton de culoare și o umbră mai intensă este folosit. Antropologul cultural Matt Thorn afirmă că animatorii japonezi și cei care audiază anime-ul nu percep asemenea ochi stilizați ca mai mult sau mai puțin străini.
Totuși, nu toate anime-urile au personaje cu ochi mari. De exemplu, Hayao Miyazaki este cunoscută pentru personajele sale realiste, care au păr cu culori reale și care nu au ochii mari. În plus, mulți producători au fost cunoscuți pentru utilizarea ochilor mai mici. Acest design se apropie de arta japoneză tradițională. Unele personaje au ochi și mai mici, reprezentați prin puncte negre. .
O întreagă varietate de expresii ale feței sunt folosite de personaje pentru a exprima stări emoționale și gânduri. Anime utilizează un set diferit de expresii faciale comparativ cu cel al animației vestice.

8 expresii faciale în anime

Alte elemente stilistice sunt de asemenea comune; deseori în anime-urile comice, personajele șocate sau surprinse vor interpreta o „lovitură frontală”, prin care vor indica o expresie exagerată. Personajele mânioase pot avea un efect al unei „vene” sau „stressmark”, unde liniile pulsatorii reprezentând venele vor apărea pe frunte. Femeile nervoase pot lua un ciocan de nicăieri și să lovească pe oricine cu el. Personajele masculine pot să aibă sângerări nazale în prezența unei femei iubite. Acest concept este datorat grabei sângelui spre față într-o îmbujorare exagerată. Personajele rușinate pot să producă fie o picătură masivă de sudoare (care a devenit unul din stereotipurile cele mai recunoscute ale anime-ului) sau să se producă o îmbujorare vizibilă sub nivelul ochilor, în special ca o manifestare a sentimentelor romantice reprimate. Unele anime-uri, care au subiect politic sau alte subiecte serioase au abandonat aceste trăsături, cum ar fi Gundam Wing și Teknoman.

### Tehnici de animație
Anime-ul este bazat pe animația tradițională. În timp ce anime-ul este considerat o parte separată de desenele animate, anime încă mai utilizează multiple imagini statice în succesiune rapidă pentru a produce efectul vizual animat. Ca toate animațiile, producția începe cu storyboarding, dublajul, designul personajelor, etc. mai sunt aplicate. Cu îmbunătățiri ale tehnologiei computerizate, animația computerizată mărește eficiența întregului proces de producție.
Anime este de obicei considerată o formă de animație limitată. Asta înseamnă că stilistic, chiar și în producții mai mari convențiile animației limitate sunt utilizate pentru a păcăli ochiul să creadă că vede mai multă mișcare decât este. Multe din tehnicile acestea sunt folosite când se lucrează cu limite bugetare.
Unghiul camerei, mișcarea acesteia și luminozitatea joacă un rol important în scene. Regizorii au de obicei discreția determinării privirii unghiulare pentru scene, particularizând la fundale. În adiție, camera unghiulară arată perspectiva. Aceștia pot să aleagă efecte cinematografice, precum zoom, prim-planul și vederea panoramică.

## Cele mai cunoscute anime-uri (în ordine alfabetică)
- Attack on Titan
- Boku No Hero Academia, Bleach, Black Butler, Blue Exorcist, Blue Dragon
- Cowboy Bebop, Code geass
- Death Note, Darling in the Franxx, Dragon Ball, Digimon, Darker Than Black
- Danganronpa the Animation, Danganronpa 2 Goodbye Despair, Danganronpa Another Episode Ultra Despair Girls, Danganronpa 3 Future Arc/Mirai-hen, Danganronpa 3 Despair Arc/Zetsubou-hen, Danganronpa Zero, Danganronpa Gaiden:Killer Killer, New Danganronpa V3
- Fairy Tail, Full Metal Panic, Full Metal Alchemist
- Honey and Clover, Hunter x Hunter, High School DXD, Hellsing
- InuYasha, Inazuma Eleven
- Jigoku Shoujo, JoJo's Bizarre Adventure, Jujutsu Kaisen
- K-On!
- Kaleido Star, Kiddy Grade
- Love Live!
- Lovely Complex
- Mirai Nikki
- Naruto Shippuuden, Neon Genesis Evangelion, Nana (anime)
- One Punch Man, One Piece, Ouran High School Host Club
- Pokémon, Psycho-Pass
- Re:Zero − Starting Life in Another World
- Sailor Moon, Soul Eater, Spy x Family,  Slayers, Steins;GateSolo Leveling, Sword Art Online
- Toriko, Tokyo Ghoul, Trigun
- Vampire Knight
- Yuri on ice, Yu-Gi-Oh!, Yu Yu Hakusho

## Genuri
Anime are numeroase genuri tipice găsite în orice formă a mass-mediei. Asemenea genuri le includ pe cele de acțiune, aventură, povești pentru copii, comedie, drama, erotica(hentai), fantezie medievală, horror, dragoste și S.F. Cele mai multe animeuri includ diverse componente ale fiecărui gen, la fel și o varietate de elemente tematice. Prin aceasta, multe serii pot fi categorisite în multiple genuri. De exemplu, Neon Genesis Evangelion poate fi considerat ca aparținând genului post-apocaliptic, S.F, mecha și dramă.
Mai jos se poate observa o listă a genurilor majore care sunt specifice animeurilor și seriilor manga.
- Acțiune/Aventură se concentrează pe bătălii, războaie și competiție fizică. Artele marțiale, lupta cu armele sau orice altă acțiune sunt de obicei figurate. Exemple: Naruto, One Piece, Kiddy Grade
- Drama are un grad înalt de dezvoltare a personalității și teme emoționale. Multe din ele se concentrează pe complicațiile relaționale. Exemplu: Fushigi Yūgi, InuYasha, Mirage of Blaze
- Bazate pe jocuri, acestea prezintă un anume joc. Exemplu: Yu-Gi-Oh!
- Horror/Gore folosește teme întunecate și/sau supranaturale. Exemplu: seriile Vampire Hunter D, Chrono Crusade, Elfen Lied.
- Science fiction constă în elemente futuriste, precum tehnologie din viitor și aspecte științifice ale acesteia. Exemplu: Ghost in the Shell, Royal Space Force: The Wings of Honneamise
- Progresive sau „Filmele artistice” sunt extrem de stilizate. Exemplu: Sayonara Zetsubō Sensei, 5 Centimeters Per Second.

### Demografic
Aspectul demografic descrie vârsta celui care privește animeul.
- Shōjo este termenul japonez pentru „domnișoară” sau „fetiță”. De obicei sunt îndreptate spre vizionarea de către fete. Exemple: Kaleido Star, Fruits Basket, Mermaid Melody Pichi Pichi Pitch, Mew Mew Power
- Shōnen este termenul japonez pentru „băiețel”. Exemple: Dragon Ball Z, Digimon, Trigun
- Seinen este termenul japonez pentru „bărbat tânăr ”și include adolescenții. Exemple: Oh My Goddess!, Cowboy Bebop, Gallery Fake
- Josei este termenul japonez pentru „tânără femeie”. Exemple: Gokusen, Honey and Clover, Nana
- Kodomo este termenul japonez pentru „copil”. Toate seriile pentru copii sunt incluse aici. Exemple: Hello Kitty, Hamtaro[32], Doraemon[32].

### Tematică
- Bishōjo este termenul japonez pentru „fată frumoasă”, și un termen care desemnează toate personajele feminine frumoase. Câteodată confundat cu Moè. Exemple: Magic Knight Rayearth sau Negima.
- Bishōnen este termenul japonez pentru „băiat frumos”, și un termen care desemnează orice anime ce prezintă băieți și bărbați eleganți și frumoși. Exemple: Fushigi Yūgi, The Wallflower.
- Sentai este, literal, „echipă de luptă” în japoneză. Se referă la orice serial care implică un supererou sau o echipă de supereroi. Exemple: Cyborg 009, Voltron.
- Robot/Mecha face referire la roboți. Exemple: Mobile Suit Gundam, Mazinger Z.
- Ficțiune apocaliptică și post-apocaliptică se confruntă cu o lume post-apocaliptică. Exemple: Fist of the North Star, Nausicaä of the Valley of the Wind.
- Magical girl (Mahō shōjo) este un subgen al shōjo, cunoscut pentru poveștile cu "Magical Girl". Exemple: Sailor Moon, Cardcaptor Sakura.
- Magical boy (Mahō shōnen) este echivalentul masculin al Mahō Shōjo. Exemple: D.N.Angel, Fullmetal Alchemist.
- Moé face referire la personajele cu comportamente naive, slabe sau drăguțe. Într-un fel, nu sunt pe de-ntregul independente. Exemple: A Little Snow Fairy Sugar.
- Expertiza este specializată cu un anumit subiect în fundal. Acestea variază de la sporturi, arte și gătit. Exemple: Eyeshield 21 cu fotbalul sau Yakitate!! Japan cu coacerea pâinii.
- Harem este un gen care se concentrează pe un personaj masculin înconjurat de dragostea mai multor personaje feminine. Povestea se concentreaza pe conturarea relatiei dintre personaje.
- Harem inversat este genul invers al harem-ului, unde un personaj feminin este implicată în acțiuni romantice alături de bărbați. De obicei nu este un Shōjo sau anime Josei.
- Prietena magică este mai bine echivalat cu termenul prietenă exotică. Acest gen se concentrează pe relația romantică dintre un bărbat și cel puțin o femeie cu origini extraordinare cum ar fi extraterestră (Tenchi Muyo!, Urusei Yatsura), supranaturală (Oh My Goddess!) sau tehnologică (Chobits). De obicei considerată subgen al haremului.

## Distribuire
În timp ce anime-ul intrase în magazinele dinaintea Japoniei anilor 60, a cunoscut o creștere în exportul cultural din timpul expaniunii pieței între anii 1980-1990. Piața anime pentru Statele Unite ale Americii singură „valorează aproximativ 4.35 miliarde $, conform Japan External Trade Organization”. Anime-urile erau un succes comercial în Asia, Europa și America Latină. De exemplu, jocul video Saint Seiza a fost lansat în Europa datorită popularității showului, chiar și după ani de la încetarea transmisiei acestuia.
Companiile de distribuție anime organizează licențele și distribuirile materialelor anime. Anime-ul licențiat este modificat de distribuitori prin dublajul în limba țării și subtitrând melodiile japoneze. Utilizând un tipar de distribuire asemănător Hollywood-ului, lumea este divizată în cinci regiuni.
Unele editări ale referințelor culturale pot să apară pentru urmarea mai eficientă a referințelor culturii non-japoneze. Anumite companii pot să îndepărteze orice conținut inacceptabil, conform legii domestice. Acest proces de editare a fost utilizat foarte mult în trecut (ex. Robotech), încă folosirea sa a fost refuzată datorită cererii de anime-uri în forma lor originală. Această „atingere ușoară” a devenit favorita celor care erau nefamiliarizați cu anime. Utilizarea acestor metode sunt prezente in seria Sailor Moon, unde unele secvente ce prezinta moartea unor personaje sau nuditatea sunt inlaturate sau editate.
Sosirea DVD-urilor a făcut posibilă includerea multiplelor limbi într-un singur produs. Acest lucru nu s-a întâmplat și cu casetele VHS, în care un fișier VHS era folosit în mod separat și fiecare casetă VHS costa cât un DVD. „Atingerea ușoară” se aplica lansărilor DVD, datorită faptului că includeau versinea dublată și originalul japonez subtitrat, fiind tipic needitat. Anime-ul editat pentru televiziune este de obicei lansat de pe DVD needitat, cu toate scenele intacte.
Rețelele de televiziune transmit regulat programul tv. În Japonia, rețele majore naționale, cum ar fi TV Tokyo fac acest lucru regulat. Stațiile de emisie regionale mai mici transmit anime sub ultra frecvență. În Statele Unite ale Americii, televiziunile prin cablu cum ar fi Cartoon Network, Disney, Sci-Fi și altele își dedică o parte a timpului pauze pentru anime. Sony a pus bazele pentru Animax și canalul Jetix al Disney, pentru emisia animeurilor în multe țări ale lumii. Anime Central emite doar în Marea Britanie. 
Deși este o încălcare a drepturilor de autor, unii fani adaugă subtitrări proprii la unele anime-uri. Acestea sunt distribuite ca fansubs. Implicația etnică a producerii, distribuirii sau urmăririi fansubs sunt subiecte foarte controversate chiar dacă grupurile fansub nu au nici un profit. Odată ce seria a fost licențiată în afara Japoniei, aceste grupuri de obicei încetează distribuția lucrărilor. Într-un caz, Media Factory Incorporated ceruse ca nici un material de-al lor să fie sursă fansubs, lucru respectat de comunitatea respectivă. În alt caz, Bandai le mulțumise celor ce se ocupau cu fansubs pentru rolul lor în popularizarea serialului The Melancholy of Haruhi Suzumiya în lumea vorbitoare de limbă engleză.
Internetul jucase un rol semnificativ în expunerea anime-ului dincolo de Japonia. Înainte de anii 90, anime-urile aveau o expunere limitată dincolo de granițele Japoniei. Coincidența face că, odată cu creșterea popularității Internetului, anime-urile au cunoscut aceeași expansiune. Combinarea comunităților Internetului și cantitatea de materiale anime în creștere, de la video la imagini, au contribuit la creșterea fancluburilor anime. Pe măsură ce Internetul cunoaște expansiunea, reclamele de pe Internet cunosc o creștere a revenues de la 1.6 miliarde yeni la peste 180 miliarde între 1995 și 2005.

### Distribuire în afara Japoniei

#### Asia
Animația japoneză este foarte populară în țări precum Taiwan, Coreea de Sud și Asia de Sud, unde, de exemplu, seria pentru copii Doraemon s-a extins în Thailanda și Filipine, egalând seriile Pokémon.

#### America Latină
În America Latină anime-ul a fost distribuit în decada anului 1970, în Mexic și Argentina cu seriile Heidi, Princesa caballero, Candy Candy și Meteoro. Multe alte creații anime precum Les seguirían Kimba, El León Blanco, Mazinger Z, Robotech au fost difuzate de programele latin-americane. Spre 1990 anime-ul a câștigat popularitate prin seriale precum Saint Seiya, Sailor Moon, Ranma 1/2 și seriile saga Dragon Ball și mai târziu Pokémon, Card Captor Sakura și Yu-Gi-Oh. Distribuitorii erau Locomotion, Fox Kids, Cartoon Network. Actualii distribuitori latin-americani sunt Animax, (succesorul lui Locomotion, loc care a fost cumpărat pentru Sony), Cartoon Network și Etc...TV în Chile.

#### Europa
Anime-ul a fost difuzat în Europa: Spania, Italia și Franța suferind de o "invazie pacifistă". Într-adevăr, primul anime transmis în Franța a fost seria Ribon no Kishi și Kimba, El León Blanco, însă importul masiv abia începuse doar după succesul seriei UFO Theft Grendizer, predată în 1978. Televiziunea programatoare a anime-ului este un fenomen recent în Germania. Prima serie de transmisii în Germania de Vest a constat în Speed Racer în 1971, Captain Future în 1980, însă cu slabe succese, datorită acuzelor de violență exagerată și nepotrivită pentru copii. În aprilie 2007 România, Ungaria și Republica Cehă au lansat postul Animax,.